# Stavangers universitetssjukhus
Stavangers universitetssjukhus (norska: Stavanger universitetssjukehus, förkortat SUS) är ett universitetssjukhus och sjukvårdsföretag i den norska staden Stavanger, som (januari 2025) ägs av det regionala sjukvårdsföretaget Helse Vest. Det är med sina nästan 8 000 anställda (fördelade på cirka 130 yrkesgrupper), det tredje största akutsjukhuset i hela landet, samt det fjärde största, när det kommer till förlossningsavdelning. Den verkställande direktören och högsta chefen för sjukhuset är Helle Schøyen, som har innehaft denna post sedan våren 2020.
Stavangers universitetssjukhus fungerar som en form av närsjukhus/lokalsjukhus för de femton kommunerna i de södra delarna av Rogaland (Sør-Rogaland), däribland Hjelmeland i norr och Sokndal i söder. Sjukhuset täcker en befolkning på knappt 400 000 personer, som bor i de södra delarna av Rogaland, inklusive två av landets tio största städer, Stavanger och Sandnes.